# Sorex hoyi
Sorex hoyi (мідиця американська карликова) — вид роду Мідиця (Sorex) родини Мідицеві (Soricidae).

## Поширення
Країни поширення: Канада, США. Ця тварина знаходиться в північних хвойних і листяних лісах і відкритих місцях проживання.

## Опис
Тіло близько 5 см в довжину, включаючи 2 см хвіст, вага від 2 до 2,5 грамів. Хутро сіро-коричневого або червоно-коричневого кольору з більш світлим низом; хутро сивіє в зимовий період.

## Стиль життя
Харчується комахами, хробаками й іншими дрібними безхребетними. Хижаки: яструби, сови, змії і домашні коти. Ця тварина є активною вдень і вночі цілий рік.
Розмножується на початку літа. У самиці є один приплід від 5 до 8 дитинчат в норі під колодою або пнем.